# Стационе ди Сесант (Асти)
Стационе ди Сесант је насеље у Италији у округу Асти, региону Пијемонт.
Према процени из 2011. у насељу је живело 31 становника. Насеље се налази на надморској висини од 145 м.